# 県道150号 (台湾)
県道150号（けんどう150ごう）は、彰化県芳苑郷から南投県南投市を結ぶ、全長43.3kmの台湾の県道である。

## 通過する自治体
- 彰化県
  - 芳苑郷
  - 二林鎮
  - 埤頭郷
  - 北斗鎮
  - 田中鎮
- 南投県
  - 名間郷
  - 南投市

## 接続する道路
- 台17線
- 県道143号
- 県道143甲線
- 台16線
- 国道1号
- 台1線
- 県道141号
- 県道137号
- 県道139乙線
- 台3線

## 施設
- 芳苑国小学校
- 原斗国小学校
- 螺陽国小学校
- 螺青国小学校
- 南崗国中学校